# Fragata Apurímac
La BAP Apurímac fue una fragata de hélice y segundo vapor de guerra de la Marina de Guerra del Perú. Construida en el Reino Unido en 1854, junto con las goletas a vapor Loa y Tumbes como parte del fortalecimiento de la Armada durante el gobierno del presidente José Rufino Echenique. Veterana de dos guerras y muchos conflictos internos, terminó sirviendo como buque escuela en el puerto del Callao desde 1873 hasta 1881, cuando durante la Guerra del Pacífico fue hundida por su tripulación junto con el resto de la Armada peruana para evitar su captura por parte de las tropas chilenas.

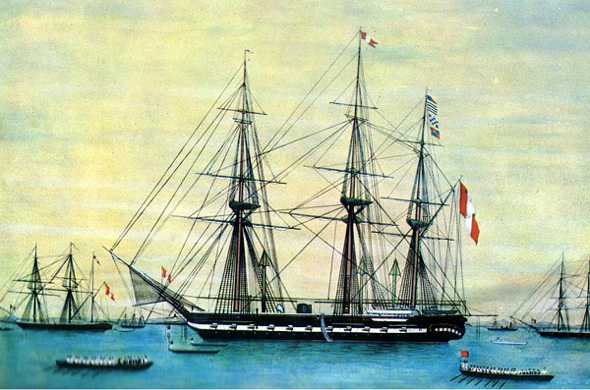
Oléo de la fragata Apurímac, perteneciente a la Marina de Guerra del Perú.

## Construcción
En 1852, Perú tenía una de las escuadras más poderosas de Latinoamérica. Contaba con dos buques de guerra a vapor: el Rímac y el Amazonas y era superada solo por Brasil y Estados Unidos, pero era inferior a las escuadras que Francia y Gran Bretaña tenían en el Pacífico, que recientemente se habían reforzado con la llegada a las costas peruanas de poderosos buques a vapor de Europa, como la fragata británica HMS Monarch, artillada con 34 cañones y la fragata francesa Perseverante de 50 cañones. A fin de prevenir la intervención de cualquier potencia europea en los asuntos internos o la amenaza de alguno de los países vecinos.
Su construcción fue supervisada por el capitán peruano-chileno José María Salcedo, que servía en la Marina de Guerra del Perú. Fue comisionada en agosto de 1855 y arriba al Callao el 12 de noviembre de 1855.

## Historial de Servicio

### Guerra civil peruana de 1856
El 16 de noviembre de 1856, la fragata se encontraba anclada en Arica, y se sublevó a favor de Manuel Ignacio de Vivanco siendo tomada por dos jóvenes oficiales los  tenientes Lizardo Montero y Miguel Grau aprovechando que el capitán de la nave José María Salcedo se encontraba en tierra visitando la casa del cónsul británico local. 
El 3 de enero de 1857 se ofreció una recompensa para las personas que lo devolviesen a la autoridad gubernamental de 200 mil pesos que aumentó a 500 mil pesos a finales de ese año. Finalizada la guerra civil, fue entregado a la autoridad y su nombre fue cambiado al de Callao el 22 de abril de 1858, en homenaje al pueblo chalaco que contuvo el ataque de los rebeldes vivanquistas a dicho puerto.

### Guerra peruano-ecuatoriana (1858-1860)
Durante el conflicto con Ecuador en 1858 participó en el bloqueo de Guayaquil y la costa ecuatoriana, el mando de la escuadra peruana recayó en el contralmirante Ignacio Mariátegui y Tellería y permaneció en aguas ecuatorianas durante siete meses. Fue el buque insignia del presidente Ramón Castilla, cuando este decidió tomar personalmente el mando de la campaña en Ecuador.

### Hundimiento y reflotamiento
El 17 de diciembre de 1860 mientras se hallaba en un dique flotante frente a la isla San Lorenzo, se hundió con el mismo. En ese momento estaba el mando del capitán de navío Silva Rodríguez y tenía toda la tripulación embarcada, incluyendo músicos y cocineros, además de visitantes del Callao que se encontraban en la cubierta. Cayó de babor, aplastando a quienes estaban de ese lado, hasta hundirse, falleciendo unas 100 personas, entre tripulantes y operarios del dique, además de 88 heridos. 
Para su reflotamiento, el ministro plenipotenciario de Perú en Estados Unidos, Federico Barreda, contrató a los norteamericanos Renton y Addison Crosby en Brooklyn por 100 mil pesos. El 11 de septiembre de 1863 fue casi reflotada, pero faltaban mangueras de absorción para extraer el agua de los fondos y se volvió a sumergir. Finalmente, fue reflotada y varada en la Isla San Lorenzo el 7 de octubre de 1863.

### Reconstrucción, y servicio en la Guerra con España
La fragata fue reconstruida y retornó a su nombre original de Apurímac. En la reconstrucción, se le agregó un blindaje de rieles en la línea de flotación, aunque esto le hizo perder velocidad y maniobrabilidad, no pudiendo hacer más de 7 nudos, además que se le agregaron gruesas cadenas en el casco a modo de blindaje. También, el capitán de navío José María Salcedo había mandado desde Inglaterra, dos torres giratorias para cañones de 10.5 pulgadas, pero esta idea fue rechazada en el Callao y se utilizó las torres para artillar el puerto. Aun cuando no tenía arboladura, fue puesta en servicio. 
Durante la guerra civil de 1865, su principal acción fue cuando combatió contra los fuertes de Arica el 6 de mayo.

### Guerra hispano-sudamericana y Combate de Abtao
Inmediatamente después de la declaración de guerra a España, viajó a Chile junto con la fragata Amazonas para unirse a la goleta chilena Covadonga en el Archipiélago de Chiloé, y esperar el arribo de las flamantes  corbetas a vapor de la Armada del Perú, Unión y América, para conformar la Flota Aliada peruano-chilena.
Se constituyó en la nave insignia del capitán de navío Manuel Villar, comandante de la escuadra aliada peruano-chilena durante el Combate Naval de Abtao contra las fragatas españolas Blanca y Villa de Madrid.

## Servicios posteriores
Cuando retornó al Perú se le colocaron sus mástiles y se le hicieron recorridos generales, pero sus máquinas solo resistieron cinco años más. 
A partir de 1873 cumplió funciones de Buque Escuela de Grumetes, porque ya le habían retirado la hélice, las calderas y el blindaje en la línea de flotación.
Durante la Guerra del Pacífico la fragata sin arboladura, sirvió como pontón artillado durante la primera parte de la guerra. Evitando ser dañada por los bombardeos continuos de la armada chilena durante el bloqueo del Callao entre 1880 y 1881.  
Tras las sucesivas derrotas del Ejército del Perú en la batalla de San Juan y Chorrillos y la batalla de Miraflores, las fuerzas chilena ocuparían Lima.
El 16 de enero de 1881, el Secretario de Marina, Capitán Manuel Villar, ordena la destrucción de las defensas del puerto del Callao y de la escuadra peruana para evitar que cayesen en manos de las tropas enemigas. La orden ejecutada por los capitanes Luis Germán Astete y Manuel Villavicencio. La nave se hundió el 17 de enero de 1881.